# نظام مناخي

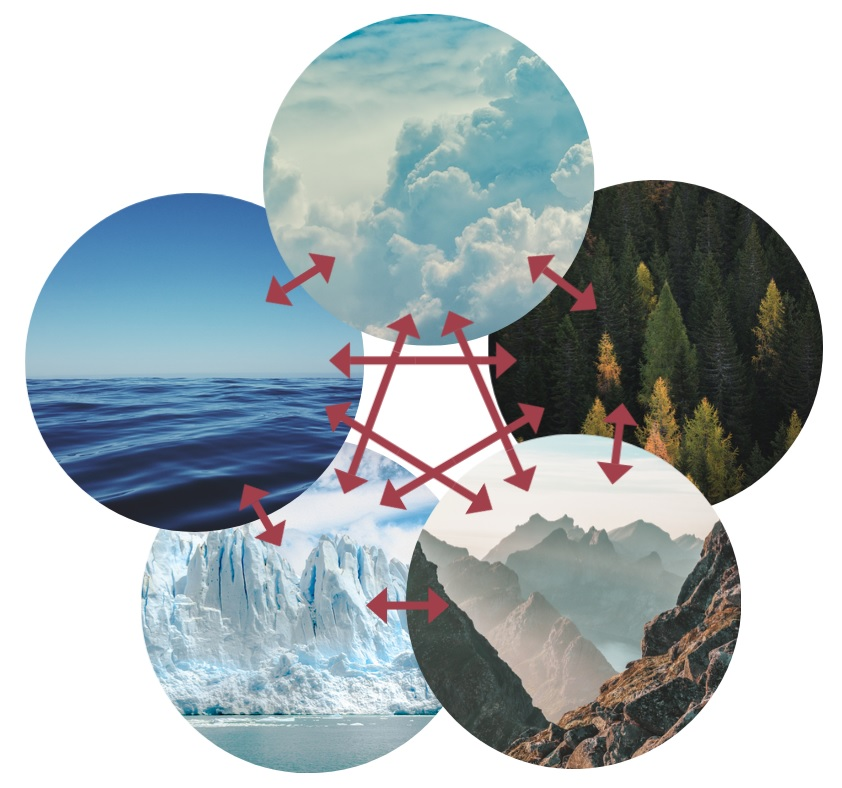
تبين الصورة المرفقة كيف تتفاعل جميع مكونات النظام المناخي الخمسة.

ينشأ مناخ الأرض من تفاعل خمسة مكونات رئيسية في النظام المناخي: الغلاف الجوي (الهواء) والغلاف المائي (الماء) والغلاف الجليدي (الجليد والتربة الصقيعية) والغلاف الصخري (الطبقة الصخرية العليا للأرض) والمحيط الحيوي (الكائنات الحية). المناخ هو متوسط الطقس عادة على مدى 30 عامًا، ويحدد من خلال مجموعة من العمليات في النظام المناخي، مثل تيارات المحيط وأنماط الرياح. الدوران في الغلاف الجوي والمحيطات يسبب في المقام الأول حركة الإشعاع الشمسي، وينقل الحرارة من المناطق الاستوائية إلى المناطق التي تتلقى طاقة أقل من الشمس. كما أن دورة المياه تنقل الطاقة عبر النظام المناخي. بالإضافة إلى ذلك يعاد تدوير العناصر الكيميائية المختلفة الضرورية للحياة باستمرار بين المكونات المختلفة.
يمكن أن يتغير نمط النظام المناخي بسبب التقلبات الداخلية والتأثيرات الخارجية، والتي يمكن أن تكون هذه التأثيرات الخارجية طبيعية، مثل الاختلافات في كثافة الطاقة الشمسية والانفجارات البركانية أوالتأثيرات التي يسببها البشر. حيث يتسبب تراكم الغازات المسببة للاحتباس الحراري، والتي ينبعث منها بشكل رئيسي ما ينجم عن احتراق الوقود الأحفوري في الاحترار العالمي. يُطلق النشاط البشري أيضًا تبريد هباء جوي، ولكن تأثيرها الصافي أقل بكثير من الغازات الدفيئة. يمكن تضخيم التغييرات من خلال عمليات التغذية المرتدة في مختلف مكونات النظام المناخي.

## مكونات النظام المناخي
الغلاف الجوي يحيط الأرض ويمتد مئات الكيلومترات من السطح. حيث يتكون في الغالب من النيتروجين الخامل (78%) والأكسجين (21%) والآرغون (0.9%). بعض الغازات لها أثر أيضًا في الغلاف الجوي، مثل بخار الماء وثاني أكسيد الكربون، وهي الغازات الأكثر أهمية لعمل النظام المناخي، حيث أنها غازات دفيئة تسمح للضوء المرئي من الشمس باختراق السطح، ولكن حجب بعض الأشعة تحت الحمراء التي ينبعث منها سطح الأرض لموازنة إشعاع الشمس. يؤدي هذا إلى ارتفاع درجات حرارة السطح. الدورة الهيدرولوجية هي حركة الماء عبر الغلاف الجوي. لا تحدد الدورة الهيدرولوجية أنماط هطول الأمطار فحسب، بل تؤثر أيضًا على حركة الطاقة في جميع أنحاء النظام المناخي.
يحتوي الغلاف المائي الصحيح على كل الماء السائل على الأرض، ومعظمه موجود في محيطات العالم. يغطي المحيط 71% من سطح الأرض بمتوسط عمق يبلغ حوالي 4 كيلومترات (2.5 ميل)، ويمكن أن يحمل حرارة أكبر بكثير من الغلاف الجوي. يحتوي على مياه البحر بمحتوى ملح يبلغ حوالي 3.5% في المتوسط، ولكن هذا يختلف مكانيًا. توجد المياه قليلة الملوحة في مصبات الأنهار وبعض البحيرات ومعظم المياه العذبة، 2.5% من المياه ككل تُحفظ في الجليد والثلج.
يحتوي الغلاف الجليدي على جميع أجزاء النظام المناخي حيث تكون المياه صلبة. وهذا يشمل الجليد البحري والصفائح الجليدية والتربة الصقيعية والغطاء الثلجي. نظرًا لوجود المزيد من الأراضي في النصف الشمالي من الكرة الأرضية مقارنة بالنصف الجنوبي من الكرة الأرضية، فإن الجزء الأكبر من نصف الكرة الأرضية مغطى بالثلج. كلا نصفي الكرة الأرضية لهما نفس الكمية من الجليد البحري. تُحتوى معظم المياه المجمدة في الصفائح الجليدية في جرينلاند وأنتاركتيكا، والتي يبلغ متوسط ارتفاعها حوالي 2 كيلومتر (1.2 ميل). تتدفق هذه الصفائح الجليدية ببطء نحو هوامشها.
تشكل قشرة الأرض وتحديداً الجبال والوديان، أنماط الرياح العالمية: تشكل السلاسل الجبلية الشاسعة حاجزًا أمام الرياح وتؤثر على مكان وكمية المطر. تتميز الأرض الأقرب إلى المحيط المفتوح بمناخ أكثر اعتدالًا من الأرض البعيدة عن المحيط. لغرض نمذجة المناخ، غالبًا ما تعتبر الأرض ثابتة لأنها تتغير ببطء شديد مقارنة بالعناصر الأخرى التي يتكون منها النظام المناخي. يحدد موقع القارات هندسة المحيطات وبالتالي يؤثر على أنماط دوران المحيطات. مواقع البحار مهمة في التحكم في انتقال الحرارة والرطوبة في جميع أنحاء العالم، وبالتالي في تحديد المناخ العالمي.
وأخيرًا يتفاعل المحيط الحيوي أيضًا مع بقية النظام المناخي. غالبًا ما يكون النبات أغمق أو أفتح من التربة الموجودة تحته، لذا فإن حرارة الشمس تكون أكثر أو أقل محاصرة في المناطق ذات الغطاء النباتي.  النباتات جيدة في حبس المياه، والتي تمتص بعد ذلك من جذورها. لولا الغطاء النباتي لكانت هذه المياه تتدفق إلى الأنهار الأقرب أو المسطحات المائية الأخرى. وبدلاً من ذلك يتبخر الماء الذي تمتصه النباتات، مما يساهم في الدورة الهيدرولوجية. يؤثر هطول الأمطار ودرجة الحرارة على توزيع مناطق الغطاء النباتي المختلفة. تثبيت الكربون من مياه البحر عن طريق نمو العوالق النباتية الصغيرة يكاد يكون مثل النباتات البرية من الغلاف الجوي. في حين أن البشر جزءًا تقنيًا من المحيط الحيوي، إلا أنهم غالبًا ما يعاملون كمكونات منفصلة لنظام مناخ الأرض، وهو الغلاف الجوي بسبب تأثير الإنسان الكبير على الكوكب.

## تدفقات الطاقة والمياه والعناصر

### الطاقة والانتشار العام

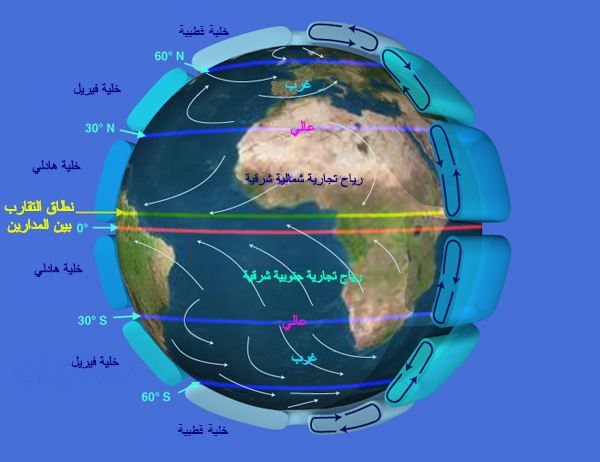
إن دوران الغلاف الجوي للأرض متمثل بعدم توازن الطاقة بين خط الاستواء والأقطاب. كما يتأثر بدوران الأرض حول محوره.

يتلقى النظام المناخي الطاقة من الشمس، وبدرجة أقل بكثير من قلب الأرض، وكذلك طاقة المد والجزر من القمر. تمنح الأرض الطاقة للفضاء الخارجي في شكلين: فهي تعكس بشكل مباشر جزءًا من إشعاع الشمس وتنبعث منه الأشعة تحت الحمراء كإشعاع الجسم الأسود. توازن الطاقة الواردة والصادرة، ومرور الطاقة من خلال نظام المناخ، يحدد ميزانية الطاقة للأرض. عندما يكون إجمالي الطاقة الواردة أكبر من الطاقة الصادرة، تكون ميزانية الطاقة للأرض إيجابية ونظام المناخ يسخن. إذا خرج المزيد من الطاقة تكون ميزانية الطاقة سلبية وتجربة الأرض للتبريد.
يصل المزيد من الطاقة إلى المناطق المدارية أكثر من المناطق القطبية، ويؤدي فرق درجة الحرارة اللاحق إلى تحريك الدوران العالمي للغلاف الجوي والمحيطات. يرتفع الهواء عندما يسخن، ويتدفق في القطبين ويغرق مرة أخرى عندما يبرد، ويعود إلى خط الاستواء. بسبب الحفاظ على الزخم الزاوي، يحول دوران الأرض الهواء إلى اليمين في النصف الشمالي من الكرة الأرضية وإلى اليسار في النصف الجنوبي من الكرة الأرضية، وبالتالي تشكيل خلايا جوية مميزة. وتتكون الرياح الموسمية والتغيرات الموسمية في الرياح وهطول الأمطار التي تحدث في الغالب في المناطق الاستوائية، بسبب حقيقة أن الكتل الأرضية ترتفع بسهولة أكبر من المحيط. يؤدي اختلاف درجة الحرارة إلى اختلاف الضغط بين اليابسة والمحيطات مما يؤدي إلى رياح ثابتة.
تحتوي مياه المحيط على المزيد من الملح على كثافة أعلى وتؤدي الاختلافات في الكثافة دورًا مهمًا في تيار المحيط. تنقل الدورة الحرارية الملحية من المناطق الاستوائية إلى المناطق القطبية. كما أن التفاعل مع الرياح يدفعه تيار المحيط. يؤثر عنصر الملح أيضًا على درجة حرارة نقطة الانصهار. يمكن للحركات العمودية أن تجلب الماء البارد إلى السطح في عملية تسمى تيار صاعد، والتي تبرد الهواء في الأعلى.

### الدورة الهيدرولوجية

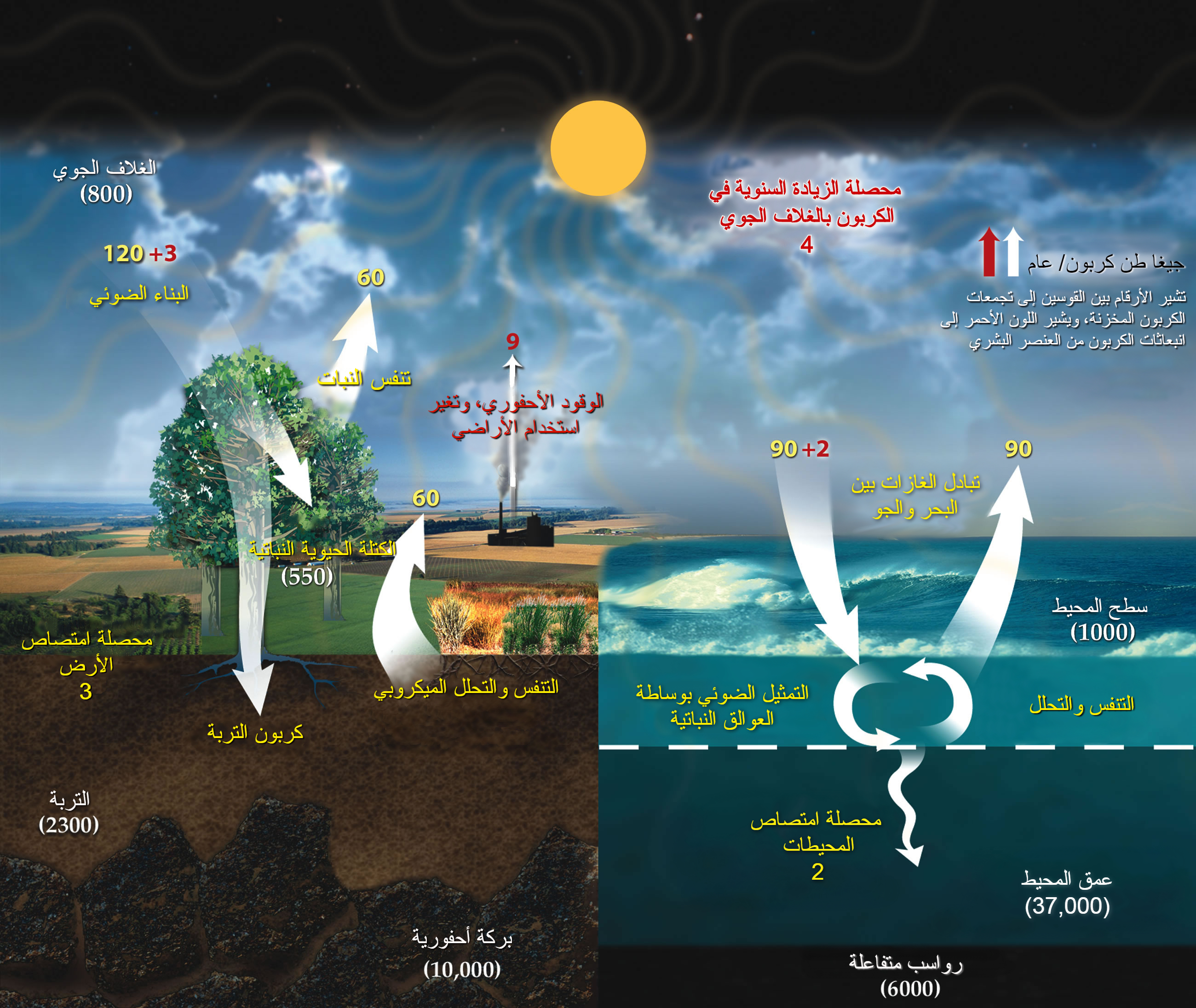
يتم نقل الكربون باستمرار بين العناصر المختلفة للنظام المناخي: يتم تثبيته بواسطة الكائنات الحية ويتم نقله عبر المحيط والغلاف الجوي.

تصف الدورة الهيدرولوجية أو دورة الماء كيفية انتقالها باستمرار بين سطح الأرض والغلاف الجوي. النتح التبخري للنباتات وضوء الشمس الماء من المحيطات والأجسام المائية الأخرى، تاركة وراءها الملح والمعادن الأخرى. يتجمع الماء العذب المتبخر لاحقًا على السطح. لا توزع الأمطار والأبخرة توزيعًا متساويًا في جميع أنحاء العالم، مع بعض المناطق مثل المناطق المدارية التي لديها أمطار أكثر من البخار، وبعضها الآخر به تبخر أكثر من هطول الأمطار. يتطلب تبخر الماء كميات كبيرة من الطاقة، في حين تُطلق الكثير من الحرارة أثناء التكثيف. هذه الحرارة الكامنة هي المصدر الأساسي للطاقة في الغلاف الجوي.

### دورات الكيمياء الحيوية
تُدوّر أيضًا العناصر الكيميائية الحيوية للحياة باستمرار من خلال المكونات المختلفة للنظام المناخي. تعد دورة الكربون مهمة بشكل مباشر للمناخ لأنها تحدد تركيزات اثنين من غازات الدفيئة الهامة في الغلاف الجوي: ثاني أكسيد الكربون والميثان.في الجزء السريع من دورة الكربون، تمتص النباتات ثاني أكسيد الكربون من الغلاف الجوي باستخدام عملية التمثيل الضوئي؛ هذا يعاد انبعاثه عن طريق تنفس الكائنات الحية. كجزء من دورة الكربون البطيئة، تطلق البراكين ثاني أكسيد الكربون عن طريق إزالة الغازات، وإطلاق ثاني أكسيد الكربون من قشرة الأرض وغطاء الأرض. كما أن غاز ثاني أكسيد الكربون في الغلاف الجوي يجعل المطر حمضيًا قليلاً، يمكن لهذا المطر أن يحل ببطء بعض الصخور، وهي عملية تعرف باسم التجوية. المعادن التي المطلقة بهذه الطريقة المنقولة إلى البحر، تستخدمها الكائنات الحية التي يمكن أن تشكل بقاياها صخورًا رسوبية، مما يعيد الكربون إلى الغلاف الصخري.
تصف دورة النيتروجين تدفق النيتروجين النشط. نظرًا لأن النيتروجين في الغلاف الجوي خامل، يجب على الكائنات الدقيقة أولًا تحويل هذا إلى مركب نيتروجين نشط في عملية تسمى تثبيت النيتروجين قبل أن يُستخدم ككتلة بناء في المحيط الحيوي. تلعب الأنشطة البشرية دورًا مهمًا في كل من دورات الكربون والنيتروجين: فقد أدى حرق الوقود الأحفوري إلى إزاحة الكربون من الغلاف الصخري إلى الغلاف الجوي، كما أدى استخدام الأسمدة إلى زيادة كبيرة في كمية النيتروجين الثابت المتاح.

## التغييرات داخل النظام المناخي
يتغير المناخ باستمرار على نطاقات زمنية تتراوح من المواسم إلى عمر الأرض. تسمى التغييرات التي تسببها مكونات النظام وديناميكياته تقلبية المناخ الداخلية. يمكن للنظام أيضًا تجربة التأثير الخارجي من الظواهر خارج النظام (على سبيل المثال تغيير في مدار الأرض). يُشار إلى التغييرات الأطول، التي تُعرف عادةً على أنها التغيرات التي تستمر لمدة 30 عامًا على الأقل باسم التغيرات المناخية، على الرغم من أن هذه العبارة تشير عادةً إلى الاحتباس الحراري الحالي. عندما يتغير المناخ قد تبني التأثيرات على بعضها البعض متتالية عبر الأجزاء الأخرى من النظام في سلسلة من ردود الفعل المناخية (مثل تغيرات البياض)، مما ينتج عنه العديد من التأثيرات المختلفة (مثل ارتفاع مستوى سطح البحر).

### التغيرات الداخلية

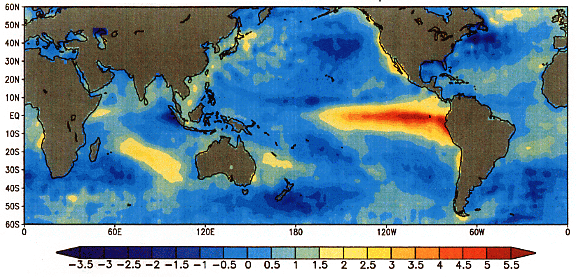
الفرق بين درجة حرارة سطح البحر العادية لشهر ديسمبر [درجة مئوية] ودرجات الحرارة خلال النينيو القوي عام 1997. عادة ما تجلب النينيو طقسًا رطبًا إلى المكسيك والولايات المتحدة.

تختلف مكونات النظام المناخي باستمرار حتى بدون دفع خارجي (التأثير الخارجي). أحد الأمثلة في الغلاف الجوي هو تذبذب شمال الأطلسي (NAO)، الذي يعمل كمنشار ضغط جوي. عادة ما يكون عند منطقة الأزور البرتغالية ضغطًا مرتفعًا، بينما غالبًا ما يكون هناك ضغط أقل على أيسلندا. يتأرجح الفرق في الضغط وهذا يؤثر على أنماط الطقس عبر منطقة شمال الأطلسي حتى وسط أوراسيا. على سبيل المثال الطقس في جرينلاند وكندا بارد وجاف خلال تذبذب شمال الأطلسي الإيجابي. يمكن الحفاظ على مراحل مختلفة من تذبذب شمال الأطلسي لعدة عقود.
يمكن أن يعمل المحيط والغلاف الجوي معًا لتوليد تقلبات مناخية داخلية يمكن أن تستمر لسنوات إلى عقود في كل مرة. تشمل الأمثلة على هذا النوع من التباين التذبذب الجنوبي للنينيو، والتذبذب العقدي في المحيط الهادئ، والتذبذب الأطلسي متعدد العقود. يمكن أن تؤثر هذه الاختلافات على متوسط درجة حرارة سطح الأرض من خلال إعادة توزيع الحرارة بين أعماق المحيط والغلاف الجوي؛ ولكن أيضًا عن طريق تغيير السحابة أو بخار الماء أو توزيع الجليد البحري، والتي يمكن أن تؤثر على إجمالي ميزانية الطاقة للأرض.
يمكن للجوانب المحيطية من هذه التذبذبات أن تولد تقلبات في المقاييس الزمنية المئوية؛ بسبب أن المحيط لديه كتلة أكبر بمئات المرات من الغلاف الجوي، وبالتالي القصور الحراري العالي جدًا. على سبيل المثال، تلعب التعديلات التي تطرأ على عمليات المحيطات، مثل الدوران الحراري دورًا رئيسيًا في إعادة توزيع الحرارة في محيطات العالم. ساعد فهم التقلبات الداخلية العلماء على نسب تغير المناخ الأخير إلى غازات الدفيئة.

### تأثير المناخ الخارجي
في المقاييس الزمنية الطويلة، يُحدَّد المناخ في الغالب من خلال مقدار الطاقة في النظام وأين يذهب. عندما تتغير ميزانية طاقة الأرض يتبع المناخ. يسمى التغيير في ميزانية الطاقة بالقوة، وعندما يحدث التغيير بسبب عامل خارج المكونات الخمسة للنظام المناخي فإنه يُدعى بالقوة الخارجية. البراكين على سبيل المثال تنتج عن عمليات عميقة داخل الأرض لا تعتبر جزءًا من النظام المناخي. التغيرات خارج كوكب الأرض، مثل التغير الشمسي والكويكبات القادمة هي أيضًا «خارجية» للمكونات الخمسة للنظام المناخي، وكذلك الإجراءات البشرية.

### أشعة الشمس الواردة
الشمس هي المصدر السائد لإدخال الطاقة إلى الأرض وتدفع دوران الغلاف الجوي. تختلف كمية الطاقة القادمة من الشمس على مقاييس زمنية أقصر، بما في ذلك الدورة الشمسية لمدة 11 عامًا ومقاييس زمنية طويلة المدى. في حين أن الدورة الشمسية صغيرة جدًا بحيث لا يمكنها تدفئة سطح الأرض وتبريده بشكل مباشر، إلا أنها تؤثر على طبقة أعلى من الغلاف الجوي مباشر، الستراتوسفير والتي قد يكون لها تأثير على الغلاف الجوي بالقرب من السطح.
يمكن أن تتسبب الاختلافات الطفيفة في حركة الأرض في حدوث تغييرات كبيرة في التوزيع الموسمي لضوء الشمس، الذي يصل إلى سطح الأرض وكيفية توزيعه في جميع أنحاء العالم، على الرغم من عدم حدوثه في ضوء الشمس العالمي والمتوسط سنويًا. الأنواع الثلاثة للتغيير الحركي هي اختلافات في الانحراف عن الأرض، والتغيرات في زاوية ميل محور دوران الأرض، ومبادرة محور الأرض. تَنتجُ هذه الأنواعُ معًا عن دورات ميلانكوفيتش، والتي تؤثر على المناخ وتتميز بعلاقتها مع الفترات الجليدية وبين جليديين.

### غازات الاحتباس الحراري
تحجز غازات الاحتباس الحراري الحرارة في الجزء السفلي من الغلاف الجوي عن طريق امتصاص الأشعة الطويلة الموجة. في الماضي ساهمت العديد من العمليات في الاختلافات في تركيزات غازات الدفيئة. حاليا انبعاثات البشر هي سبب زيادة تركيزات بعض غازات الدفيئة، مثل ثاني أكسيد الكربون والميثان والنيتروجين. المساهم المهم في تأثير الاحتباس الحراري هو بخار الماء (~ 50%)، مع السحب (~ 25%) وثاني أكسيد الكربون (~ 20%) والتي لها أيضًا دورًا مهمًا. عندما تكون تركيزات غازات الدفيئة طويلة العمر مثل ثاني أكسيد الكربون تزداد وترتفع درجة الحرارة، وتزداد كمية بخار الماء أيضًا، بحيث لا يُنظر إلى بخار الماء والسحب على أنه تأثير خارجي، ولكن بدلًا من ذلك تُعامل كردود فعل. إن عملية التجوية الصخرية عملية بطيئة جدًا تزيل الكربون من الغلاف الجوي.

### الهباء الجوي والبراكين
الجسيمات السائلة والصلبة في الغلاف الجوي والتي يطلق عليها مجتمعة الهباء الجوي، لها تأثيرات متنوعة على المناخ. يشتت بعضها بشكل أساسي ضوء الشمس وبالتالي يبرد الكوكب،  بينما يمتص البعض الآخر ضوء الشمس ويدفئ الغلاف الجوي. تشمل التأثيرات غير المباشرة حقيقة أن الهباء الجوي يمكن أن يعمل كنواة تكثيف السحب، مما يحفز تكوين السحابة. تشمل المصادر الطبيعية للهباء رذاذ البحر والغبار المعدني والبراكين، لكن البشر يساهمون أيضًا حيث يؤدي احتراق الوقود الأحفوري إلى إطلاق الهباء الجوي في الغلاف الجوي. وتقاوم الهباء الجوي جزءًا من تأثيرات الاحترار لغازات الدفيئة المنبعثة، ولكن فقط حتى تتراجع إلى السطح في غضون بضع سنوات أو أقل.
على الرغم من أن البراكين هي من الناحية الفنية تشكل جزءًا من الغلاف الصخري، وهو في حد ذاته جزء من النظام المناخي، إلا أن البراكين تُعرَّف بأنها عامل تأثير خارجي. في المتوسط لا يوجد سوى العديد من الانفجارات البركانية في القرن الواحد التي تؤثر على مناخ الأرض لأكثر من عام عن طريق إخراج أطنان من ثنائي أكسيد الكبريت إلى الستراتوسفير. يتم تحويل ثنائي أكسيد الكبريت كيميائيًا إلى بخاخات تسبب التبريد عن طريق حجب جزء من ضوء الشمس على سطح الأرض. تؤثر الانفجارات الصغيرة على الغلاف الجوي تأثيرًا منخفضًا فقط.

### التغير في استخدام الأراضي

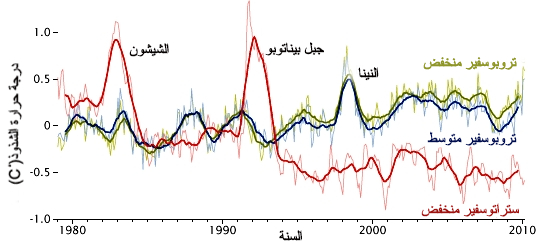
في درجة حرارة الغلاف الجوي من عام 1979 إلى 2010، تحددها الأقمار الصناعية MSU NASA، تظهر التأثيرات من الهباء الجوي الصادر عن الانفجارات البركانية الرئيسية (الشيشون وجبل بيناتوبو). النينا هو حدث منفصل عن تقلبات المحيطات.

يمكن أن تؤثر إزالة الغابات أو التغييرات الأخرى في الاستخدام البشري للأرض على المناخ. يمكن أن تتغير انعكاسية المنطقة مما يجعل المنطقة تلتقط أشعة الشمس أكثر أو أقل. بالإضافة إلى ذلك يتفاعل الغطاء النباتي مع الدورة الهيدرولوجية، بحيث يتأثر الترسيب أيضًا. تطلق حرائق المناظر الطبيعية غازات الدفيئة في الغلاف الجوي وتطلق الكربون الأسود، الذي يجعل الثلج داكنًا مما يسهل تذويبه.

### النتائج وردود الفعل
تستجيب العناصر المختلفة للنظام المناخي للتأثير الخارجي بطرق مختلفة. أحد الاختلافات المهمة بين المكونات هو السرعة التي تتفاعل بها مع التأثير. يستجيب الغلاف الجوي عادةً في غضون ساعتين إلى أسابيع، بينما تستغرق أعماق المحيط والأغطية الجليدية قرونًا إلى آلاف السنين للوصول إلى توازن جديد.
يمكن أن تخمد الاستجابة الأولية للمكون إلى التأثير الخارجي من خلال ردود الفعل لتغير المناخ. على سبيل المثال سيؤدي انخفاض كبير في كثافة الطاقة الشمسية إلى انخفاض درجة الحرارة بسرعة على الأرض، مما سيسمح بعد ذلك بتوسيع الغطاء الجليدي والجليد. يحتوي الثلج والجليد الإضافيين على بياض أو انعكاسية أعلى، وبالتالي يعكس المزيد من إشعاع الشمس مرة أخرى إلى الفضاء قبل أن يتمكن النظام المناخي ككل من امتصاصه؛ وهذا بدوره يجعل الأرض تبرد أكثر.

### باللغة الإنجليزية
1. 1 2  Planton 2013، صفحة 1451.
2. ↑  "Climate systems". climatechange.environment.nsw.gov.au. مؤرشف من الأصل في 2019-05-06. اطلع عليه بتاريخ 2019-05-06.
3. ↑  "Earth's climate system". World Ocean Review (بالإنجليزية الأمريكية). Archived from the original on 2020-04-14. Retrieved 2019-10-13.
4. ↑  Barry & Hall-McKim 2014، صفحة 22; Goosse 2015، section 1.2.1
5. ↑  Gettelman & Rood 2016، صفحات 14–15.
6. ↑  Gettelman & Rood 2016، صفحة 16.
7. ↑  Kundzewicz 2008.
8. 1 2  Goosse 2015، صفحة 11.
9. ↑  Gettelman & Rood 2016، صفحة 17.
10. ↑  Desonie 2008، صفحة 4.
11. ↑  Goosse 2015، صفحة 20.
12. ↑  Goosse 2015، صفحة 22.
13. ↑  Goosse 2015، صفحة 25.
14. ↑  Barry & Hall-McKim 2014، صفحات 135–137.
15. ↑  Gettelman & Rood 2016، صفحات 18–19.
16. ↑  Haug & Keigwin 2004.
17. 1 2  Gettelman & Rood 2016، صفحة 19.
18. ↑  Goosse 2015، صفحة 26.
19. ↑  Goosse 2015، صفحة 28.
20. ↑  Barry & Hall-McKim 2014، صفحات 15–23.
21. ↑  Bridgman & Oliver 2014، صفحة 131.
22. ↑  Barry & Hall-McKim 2014، صفحة 95.
23. ↑  Barry & Hall-McKim 2014، صفحات 95-97.
24. ↑  Gruza 2009، صفحات 124-125.
25. ↑  Goosse 2015، صفحة 18.
26. ↑  Goosse 2015، صفحة 12.
27. ↑  Goosse 2015، صفحة 13.
28. ↑  "The water cycle". Met Office (بالإنجليزية). Archived from the original on 2019-10-14. Retrieved 2019-10-14.
29. ↑  Brengtsson et al. 2014، صفحة 6.
30. ↑  Peixoto 1993، صفحة 5.
31. ↑  Goosse 2015، section 2.3.1.
32. ↑  Möller 2010، صفحات 123–125.
33. ↑  Aiuppa et al. 2006.
34. ↑  Riebeek، Holli (16 يونيو 2011). "The Carbon Cycle". Earth Observatory. NASA. مؤرشف من الأصل في 2020-04-12.
35. ↑  Möller 2010، صفحات 128–129.
36. ↑  Möller 2010، صفحات 129, 197.
37. ↑  National Research Council 2001، صفحة 8.
38. 1 2  Nath et al. 2018.
39. ↑  Australian Academy of Science (2015). "1. What is climate change?". www.science.org.au. The science of climate change - Questions and Answers. مؤرشف من الأصل في 2020-03-22. اطلع عليه بتاريخ 2019-10-20.
40. ↑  National Geographic (28 مارس 2019). "Climate Change". مؤرشف من الأصل في 2019-12-31. اطلع عليه بتاريخ 2019-10-20.
41. ↑  Mauritsen et al. 2013.
42. ↑  Carlowicz، Mike؛ Uz، Stephanie Schollaert (14 فبراير 2017). "El Niño: Pacific Wind and Current Changes Bring Warm, Wild Weather". Earth Observatory. NASA. مؤرشف من الأصل في 2020-04-13.
43. ↑  "North Atlantic Oscillation". Met Office (بالإنجليزية). Archived from the original on 2019-12-31. Retrieved 2019-10-03.
44. ↑  Chiodo et al. 2019.
45. ↑  Olsen, Anderson & Knudsen 2012.
46. ↑  Delworth et al. 2016.
47. ↑  Brown et al. 2015.
48. ↑  Hasselmann 1976.
49. ↑  Meehl et al. 2013.
50. ↑  England et al. 2014.
51. ↑  Brown et al. 2014.
52. ↑  Palmer & McNeall 2014.
53. ↑  Wallace et al. 2013.
54. ↑  Gettelman & Rood 2016، صفحة 23.
55. ↑  Planton 2013، صفحة 1454: "External forcing refers to a forcing agent outside the climate system causing a change in the climate system. Volcanic eruptions, solar variations and anthropogenic changes in the composition of the atmosphere and land use change are external forcings. Orbital forcing is also an external forcing as the insolation changes with orbital parameters eccentricity, tilt and precession of the equinox."
56. ↑  Roy 2018، صفحة xvii.
57. ↑  Willson & Hudson 1991.
58. ↑  Turner et al. 2016.
59. ↑  Roy 2018، صفحات xvii–xviii.
60. ↑  "Milankovitch Cycles and Glaciation". University of Montana. مؤرشف من الأصل في 2011-07-16. اطلع عليه بتاريخ 2009-04-02.
61. ↑  McMichael, Woodruff & Hales 2006.
62. ↑  Schmidt et al. 2010.
63. ↑  Liu, Dreybrodt & Liu 2011.
64. 1 2  Myhre et al. 2013.
65. ↑  Lohmann & Feichter 2005.
66. ↑  Samset 2018.
67. ↑  Man, Zhou & Jungclaus 2014.
68. 1 2  Miles, Grainger & Highwood 2004.
69. ↑  Graf, Feichter & Langmann 1997.
70. ↑  Jones, Collins & Torn 2013.
71. ↑  Tosca, Randerson & Zender 2013.
72. ↑  Kerr 2013.
73. ↑  Ruddiman 2001، صفحات 10–12.
74. ↑  Ruddiman 2001، صفحات 16–17.

### المعلومات الكاملة للمراجع
- Aiuppa، A.؛ Federico، C.؛ Giudice، G.؛ Gurrieri، S.؛ Liuzzo، M.؛ Shinohara، H.؛ Favara، R.؛ Valenza، M. (2006). "Rates of carbon dioxide plume degassing from Mount Etna volcano". Journal of Geophysical Research. ج. 111 ع. B9: B09207. Bibcode:2006JGRB..111.9207A. DOI:10.1029/2006JB004307.
- Barry، Roger G.؛ Hall-McKim، Eileen A. (2014). Essentials of the Earth's Climate System. Cambridge University Press. ISBN:978-1-107-03725-0.
- Brengtsson، L.؛ Bonnet، R.-M.؛ Calisto، M.؛ Destouni، G. (2014). The Earth's Hydrological Cycle. ISSI. ISBN:978-94-017-8788-8.
- Bridgman، Howard A.؛ Oliver، John. E. (2014). The Global Climate System: Patterns, Processes, and Teleconnections. Cambridge University Press. ISBN:978-1-107-66837-9.
- Brown، Patrick T.؛ Li، Wenhong؛ Li، Laifang؛ Ming، Yi (28 يوليو 2014). "Top-of-atmosphere radiative contribution to unforced decadal global temperature variability in climate models". Geophysical Research Letters. ج. 41 ع. 14: 5175–5183. Bibcode:2014GeoRL..41.5175B. DOI:10.1002/2014GL060625. hdl:10161/9167.
- Brown، Patrick T.؛ Li، Wenhong؛ Cordero، Eugene C.؛ Mauget، Steven A. (21 أبريل 2015). "Comparing the model-simulated global warming signal to observations using empirical estimates of unforced noise". Scientific Reports. ج. 5 ع. 1: 9957. Bibcode:2015NatSR...5E9957B. DOI:10.1038/srep09957. PMC:4404682. PMID:25898351.
- Chiodo، Gabriel؛ Oehrlein، Jessica؛ Polvani، Lorenzo M.؛ Fyfe، John C.؛ Smith، Anne K. (21 يناير 2019). "Insignificant influence of the 11-year solar cycle on the North Atlantic Oscillation". Nature Geoscience. ج. 12 ع. 2: 94–99. Bibcode:2019NatGe..12...94C. DOI:10.1038/s41561-018-0293-3.
- Delworth، Thomas L.؛ Zeng، Fanrong؛ Vecchi، Gabriel A.؛ Yang، Xiaosong؛ Zhang، Liping؛ Zhang، Rong (20 يونيو 2016). "The North Atlantic Oscillation as a driver of rapid climate change in the Northern Hemisphere". Nature Geoscience. ج. 9 ع. 7: 509–512. Bibcode:2016NatGe...9..509D. DOI:10.1038/ngeo2738.
- Desonie، Dana (2008). Hydrosphere: Freshwater Systems and Pollution (Our Fragile Planet): Fresh Water Systems and Pollution. Chelsea House books. ISBN:9780816062157.
- England، Matthew H.؛ McGregor، Shayne؛ Spence، Paul؛ Meehl، Gerald A.؛ Timmermann، Axel؛ Cai، Wenju؛ Gupta، Alex Sen؛ McPhaden، Michael J.؛ Purich، Ariaan؛ Santoso، Agus (9 فبراير 2014). "Recent intensification of wind-driven circulation in the Pacific and the ongoing warming hiatus". Nature Climate Change. ج. 4 ع. 3: 222–227. Bibcode:2014NatCC...4..222E. DOI:10.1038/nclimate2106.
- Gettelman، Andrew؛ Rood، Richard B. (2016). "Components of the Climate System". Demystifying Climate Models. Earth Systems Data and Models. ج. 2. ص. 13–22. DOI:10.1007/978-3-662-48959-8_2. ISBN:978-3-662-48957-4.
- Goosse، Hugues (2015). Climate System Dynamics and Modelling. New York: Cambridge University Press. ISBN:978-1-107-08389-9. مؤرشف من الأصل في 2020-04-21.
- Graf، H.-F.؛ Feichter، J.؛ Langmann، B. (1997). "Volcanic sulphur emissions: Estimates of source strength and its contribution to the global sulphate distribution". Journal of Geophysical Research: Atmospheres. ج. 102 ع. D9: 10727–38. Bibcode:1997JGR...10210727G. DOI:10.1029/96JD03265. hdl:21.11116/0000-0003-2CBB-A.
- Gruza، George Vadimovich (2009). Environmental Structure And Function: Climate System - Volume I. EOLSS Publications. ISBN:978-1-84826-738-1.
- Hasselmann، K. (ديسمبر 1976). "Stochastic climate models Part I. Theory". Tellus. ج. 28 ع. 6: 473–485. Bibcode:1976TellA..28..473H. DOI:10.1111/j.2153-3490.1976.tb00696.x.
- Haug، Gerald H.؛ Keigwin، Lloyd D. (22 مارس 2004). "How the Isthmus of Panama Put Ice in the Arctic". Oceanus. معهد وودز هول لعلوم المحيطات. ج. 42 ع. 2. مؤرشف من الأصل في 2018-10-05.
- Houze، Robert A. (6 يناير 2012). "Orographic effects on precipitating clouds". Reviews of Geophysics. ج. 50 ع. 1: RG1001. Bibcode:2012RvGeo..50.1001H. DOI:10.1029/2011RG000365. مؤرشف من الأصل في 2020-04-21.
- Kerr، Richard A. (25 يناير 2013). "Soot Is Warming the World Even More Than Thought". Science. ج. 339 ع. 6118: 382. Bibcode:2013Sci...339..382K. DOI:10.1126/science.339.6118.382. ISSN:0036-8075. PMID:23349261.
- Jones، Andrew D.؛ Collins، William D.؛ Torn، Margaret S. (16 أغسطس 2013). "On the additivity of radiative forcing between land use change and greenhouse gases". Geophysical Research Letters. ج. 40 ع. 15: 4036–4041. Bibcode:2013GeoRL..40.4036J. DOI:10.1002/grl.50754.
- Kundzewicz، Zbigniew W. (يناير 2008). "Climate change impacts on the hydrological cycle". Ecohydrology & Hydrobiology. ج. 8 ع. 2–4: 195–203. DOI:10.2478/v10104-009-0015-y. مؤرشف من الأصل في 2020-04-21.
- Liu، Zaihua؛ Dreybrodt، Wolfgang؛ Liu، Huan (يونيو 2011). "Atmospheric CO2 sink: Silicate weathering or carbonate weathering?". Applied Geochemistry. ج. 26: S292–S294. Bibcode:2011ApGC...26S.292L. DOI:10.1016/j.apgeochem.2011.03.085.
- Lohmann، U.؛ Feichter، J. (2005). "Global indirect aerosol effects: a review" (PDF). Atmospheric Chemistry and Physics. ج. 5 ع. 3: 715–737. DOI:10.5194/acp-5-715-2005. مؤرشف من الأصل (PDF) في 2017-12-03.{{استشهاد بدورية محكمة}}:  صيانة الاستشهاد: دوي مجاني غير معلم (link)
- Man، Wenmin؛ Zhou، Tianjun؛ Jungclaus، Johann H. (أكتوبر 2014). "Effects of Large Volcanic Eruptions on Global Summer Climate and East Asian Monsoon Changes during the Last Millennium: Analysis of MPI-ESM Simulations". Journal of Climate. ج. 27 ع. 19: 7394–7409. Bibcode:2014JCli...27.7394M. DOI:10.1175/JCLI-D-13-00739.1. مؤرشف من الأصل في 2020-04-21.
- Mauritsen، Thorsten؛ Graversen، Rune G.؛ Klocke، Daniel؛ Langen، Peter L.؛ Stevens، Bjorn؛ Tomassini، Lorenzo (29 مايو 2013). "Climate feedback efficiency and synergy". Climate Dynamics. ج. 41 ع. 9–10: 2539–2554. Bibcode:2013ClDy...41.2539M. DOI:10.1007/s00382-013-1808-7.
- McMichael، Anthony J؛ Woodruff، Rosalie E؛ Hales، Simon (مارس 2006). "Climate change and human health: present and future risks". The Lancet. ج. 367 ع. 9513: 859–869. DOI:10.1016/S0140-6736(06)68079-3. PMID:16530580.
- Meehl، Gerald A.؛ Hu، Aixue؛ Arblaster، Julie M.؛ Fasullo، John؛ Trenberth، Kevin E. (سبتمبر 2013). "Externally Forced and Internally Generated Decadal Climate Variability Associated with the Interdecadal Pacific Oscillation". Journal of Climate. ج. 26 ع. 18: 7298–7310. Bibcode:2013JCli...26.7298M. DOI:10.1175/JCLI-D-12-00548.1. مؤرشف من الأصل في 2020-04-21.
- Miles، M.G.؛ Grainger، R.G.؛ Highwood، E.J. (2004). "The significance of volcanic eruption strength and frequency for climate". Quarterly Journal of the Royal Meteorological Society. ج. 130 ع. 602: 2361–76. Bibcode:2004QJRMS.130.2361M. DOI:10.1256/qj.03.60. مؤرشف من الأصل في 2020-04-21.
- Möller، Detlev (2010). Chemistry of the Climate System. de Gruyter. ISBN:978-3-11-019791-4.
- Myhre، Gunman؛ Lund Myhre، Catherine؛ Samset، Bjorn؛ Storelvmo، Trude (2013). "Aerosols and their Relation to Global Climate and Climate Sensitivity". Nature Education. ج. 5. مؤرشف من الأصل في 2016-12-06.
- Nath، Reshmita؛ Luo، Yong؛ Chen، Wen؛ Cui، Xuefeng (21 ديسمبر 2018). "On the contribution of internal variability and external forcing factors to the Cooling trend over the Humid Subtropical Indo-Gangetic Plain in India". Scientific Reports. ج. 8 ع. 1: 18047. Bibcode:2018NatSR...818047N. DOI:10.1038/s41598-018-36311-5. PMC:6303293. PMID:30575779.
- National Research Council (2001). "Natural Climatic Variations". Climate Change Science. ص. 8. DOI:10.17226/10139. ISBN:978-0-309-07574-9.
- Olsen، Jesper؛ Anderson، N. John؛ Knudsen، Mads F. (23 سبتمبر 2012). "Variability of the North Atlantic Oscillation over the past 5,200 years". Nature Geoscience. ج. 5 ع. 11: 808–812. Bibcode:2012NatGe...5..808O. DOI:10.1038/ngeo1589.
- Palmer، M D؛ McNeall، D J (1 مارس 2014). "Internal variability of Earth's energy budget simulated by CMIP5 climate models". Environmental Research Letters. ج. 9 ع. 3: 034016. Bibcode:2014ERL.....9c4016P. DOI:10.1088/1748-9326/9/3/034016.
- Roy، Idrani (2018). Climate Variability and Sunspot Activity: Analysis of the Solar Influence on Climate. Springer. ISBN:978-3-319-77106-9.
- Samset، Bjørn Hallvard (13 أبريل 2018). "How cleaner air changes the climate". Science. ج. 360 ع. 6385: 148–150. Bibcode:2018Sci...360..148S. DOI:10.1126/science.aat1723. PMID:29650656.
- Schmidt، Gavin A.؛ Ruedy، Reto A.؛ Miller، Ron L.؛ Lacis، Andy A. (16 أكتوبر 2010). "Attribution of the present-day total greenhouse effect". Journal of Geophysical Research. ج. 115 ع. D20: D20106. Bibcode:2010JGRD..11520106S. DOI:10.1029/2010JD014287. مؤرشف من الأصل في 2020-04-21.
- Planton، S. (2013). "Annex III: Glossary" (PDF). في Stocker، T.F.؛ Qin، D.؛ Plattner، G.-K.؛ Tignor، M.؛ Allen، S.K.؛ Boschung، J.؛ Nauels، A.؛ Xia، Y.؛ Bex، V.؛ Midgley، P.M. (المحررون). Climate Change 2013: The Physical Science Basis. Contribution of Working Group I to the Fifth Assessment Report of the Intergovernmental Panel on Climate Change. Cambridge University Press, Cambridge, United Kingdom and New York, NY, USA.
- Peixoto، José P. (1993). "Atmospheric energetics and the water cycle". في Raschke، Ehrhard؛ Jacob، Jacob (المحررون). Energy and Water Cycles in the Climate System. Springer-Verlag Berlin Heidelberg. ISBN:978-3-642-76957-3.
- Ruddiman، William F. (2001). Earth's Climate: Past and Future. W. H. Freeman and Company. ISBN:0-7167-3741-8.
- Smil، Vaclav (2003). The Earth's Biosphere: Evolution, Dynamics, and Change. MIT Press. ISBN:978-0262692984. مؤرشف من الأصل في 2022-04-22.
- Tosca، M. G.؛ Randerson، J. T.؛ Zender، C. S. (24 مايو 2013). "Global impact of smoke aerosols from landscape fires on climate and the Hadley circulation". Atmospheric Chemistry and Physics. ج. 13 ع. 10: 5227–5241. Bibcode:2013ACP....13.5227T. DOI:10.5194/acp-13-5227-2013.
- Turner، T. Edward؛ Swindles، Graeme T.؛ Charman، Dan J.؛ Langdon، Peter G.؛ Morris، Paul J.؛ Booth، Robert K.؛ Parry، Lauren E.؛ Nichols، Jonathan E. (5 أبريل 2016). "Solar cycles or random processes? Evaluating solar variability in Holocene climate records". Scientific Reports. ج. 6 ع. 1: 23961. DOI:10.1038/srep23961. PMC:4820721. PMID:27045989.
- Wallace، John M.؛ Deser، Clara؛ Smoliak، Brian V.؛ Phillips، Adam S. (2013). "Attribution of Climate Change in the Presence of Internal Variability". Climate Change: Multidecadal and Beyond. World Scientific Series on Asia-Pacific Weather and Climate. World scientific. ج. Volume 6. ص. 1–29. DOI:10.1142/9789814579933_0001. ISBN:9789814579926. {{استشهاد بكتاب}}: |المجلد= يحوي نصًّا زائدًا (مساعدة)
- Willson، Richard C.؛ Hudson، Hugh S. (1991). "The Sun's luminosity over a complete solar cycle". Nature. ج. 351 ع. 6321: 42–44. Bibcode:1991Natur.351...42W. DOI:10.1038/351042a0.

### باللغة العربيَّة
1. ↑  إدوارد جي تاربوك؛ فريدريك كي لوتجينس؛ دينيس تازا (2014م). الأرض: مقدمة في الجيولوجيا الفيزيائية. الرياض - السعودية: العبيكان للنشر. ص. 577. ISBN:9786035032278. مؤرشف من الأصل في 2020-06-01. اطلع عليه بتاريخ 1 حزيران (يونيو) 2020م. {{استشهاد بكتاب}}: تحقق من التاريخ في: |تاريخ الوصول= و|سنة= (مساعدة)
2. ↑  عبد السلام، كايد خالد (2015م). التغير المناخي بالعالم. دبي - الإمارات العربية المتحدة: المنهل. ص. 10. ISBN:9796500181738. مؤرشف من الأصل في 2020-06-01. اطلع عليه بتاريخ 1 حزيران (يونيو) 2020م. {{استشهاد بكتاب}}: تحقق من التاريخ في: |تاريخ الوصول= و|سنة= (مساعدة)